# Jefferson Cardia Simões

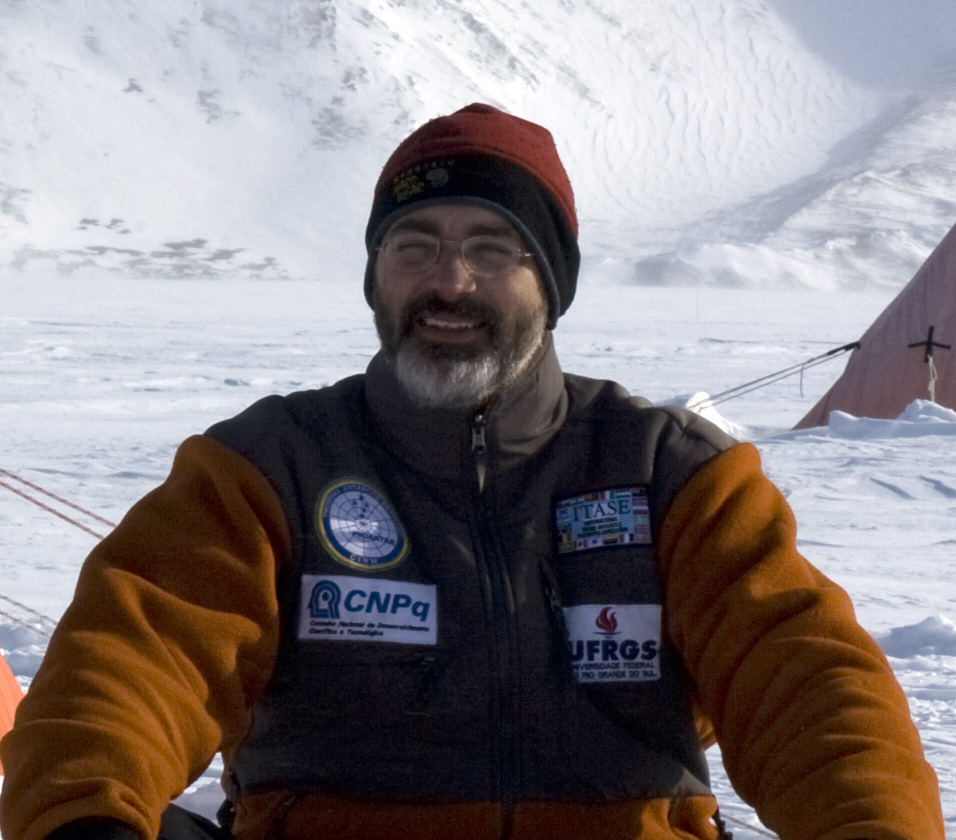
Pesquisador Jefferson Simões em expedição na Antártica

Jefferson Cardia Simões, cientista e explorador polar, é o pioneiro da Glaciologia no Brasil, é membro da Academia Brasileira de Ciências (ABC), professor titular de Geografia Polar e Glaciologia da Universidade Federal do Rio Grande do Sul (UFRGS) e professor colaborador do Climate Change Institute (CCI), University of Maine, EUA. Foi o primeiro brasileiro a chegar em uma expedição científica ao Polo Sul, por via terrestre. No final de 2004, partiu do Chile junto com uma equipe de pesquisadores chilenos em uma aventura que durou dois meses, percorrendo 2 300 quilômetros, desde a estação chilena Parodi, na Antártica, até o polo e retornando à base chilena.
O pesquisador já participou de 22 expedições científicas às duas regiões polares. No verão de 2011/2012 ele liderou a expedição que instalou o primeiro módulo científico brasileiro no interior do continente antártico (Criosfera 1; 84°S, 79,5°W), situado 2.500 km ao Sul da Estação Antártica Comandante Ferraz (EACF). No verão de 2015/2016 liderou a primeira travessia nacional do manto de gelo da Antártica Ocidental.
Simões é um dos líderes científicos do Programa Antártico Brasileiro (PROANTAR), é o representante nacional e atualmente (2016) vice-presidente do Scientific Committee on Antarctic Research (SCAR) do Conselho Internacional para Ciências (ICSU).
Ele obteve seu PhD pelo Scott Polar Research Institute, University of Cambridge, Inglaterra. Fundo o Centro Polar e Climático da UFRGS e atualmente (2015) dirige o Instituto Nacional de Ciência e Tecnologia da Criosfera.

Entre 22 de novembro de 2024 e 25 de janeiro de 2025, liderou a Expedição Internacional de Circum-Navegação Costeira Antártica, que contou com 57 pesquisadores de sete países (Brasil, Argentina, Chile, China, Índia, Peru e Rússia). A bordo do navio quebra-gelo Akademik Tryoshnikov, a equipe percorreu mais de 29 mil quilômetros da costa antártica para coletar amostras de gelo e neve, que ajudarão a entender o impacto das mudanças climáticas e a presença de contaminantes na região. 